# Réginal Goreux
Réginal Goreux (Haiti, Saint-Michel, 1987. december 31. –) belga labdarúgó. Védekező és középpályás szerepben is játszik. Jelenleg a Standard Liège labdarúgója.

## Pályafutása
2008-ban került be a liégei felnőtt csapatba, ahol a belga kupában a Cercle Brugge elleni mérkőzésen mutatkozott be és rögtön gólt is szerzett. Ezzel a kezdőcsapat állandó tagjává vált. Goreux az első gólját a belga bajnokságban a R.A.E.C. Mons ellen szerezte. A Standardhoz 2010-ig köti szerződés.

## Külső hivatkozások
- Standard Liège hivatalos honlapján